# 직선형 전동기

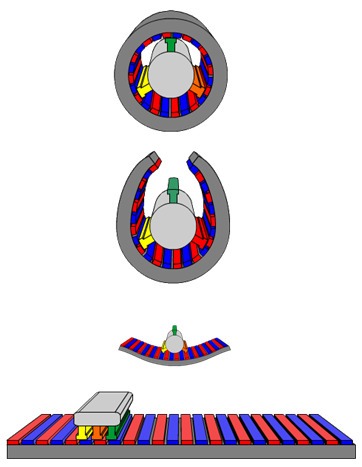

직선형 전동기는 그것의 고정자와 "풀린" 회전자가 있는 전동기이다. 그러나, 직선형 전동기가 반드시 직선일 필요는 없다. 특징적으로, 직선형 전동기의 활성 섹션은 끝이 있지만, 더 일반적인 전동기는 연속 파복으로 배열된다.
가장 일반적인 작동 모드는 로렌츠형 작동기이다.{\displaystyle ({\vec {F}}=I{\vec {L}}\times {\vec {B}})}.

## 유형

### 동기 전동기
이러한 설계에서, 자기장의 이동 속도는 회전자의 운동을 추적하는데 일반적으로 제어된다. 비용상의 이유로 회전자가 종종 영구 자석 또는 연철을 포함하므로, 동기식 직선형 전동기는 거의 정류자를 사용하지 않는다. 예는 자기 부상 코일 건 일부 시스템에서 사용되는 전동기 뿐만 아니라 다른 많은 직선형 전동기를 포함한다.

### 유도 전동기

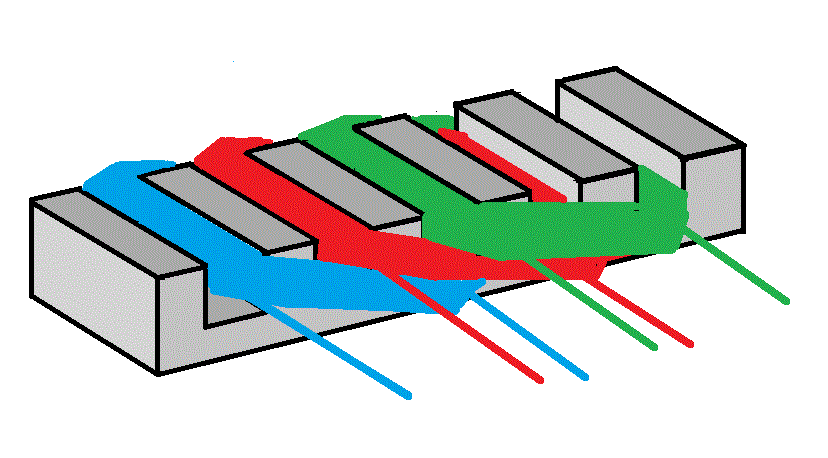

이 설계에서, 힘은 필드 도체에 작용하는 직선형 이동 자계가 생성한다. 이 자계에 놓여있는 파복, 코일 또는 단순히 판금 조각인 모든 도체는 렌츠의 법칙에 따라 대향 자기장을 생성하는 와전류를 유도한다. 2개의 대향 자계는 서로 맞서서 자기장이 금속을 통해 휩쓸때 움직임을 생성한다.

## 같이 보기
- 리니어 액추에이터
- 직선형 유도 전동기
- 자기부상열차